# Auf Messers Schneide (1946)
Auf Messers Schneide (Originaltitel: The Razor’s Edge) ist ein US-amerikanisches Filmdrama von Edmund Goulding aus dem Jahr 1946. Er basiert auf dem gleichnamigen Roman von William Somerset Maugham. Im Jahr 1984 entstand unter gleichem Titel eine Neuverfilmung.

## Handlung
Zerrüttet von der Erfahrung des Ersten Weltkriegs löst der Amerikaner Larry Darrell seine Verlobung auf, um auf Reisen zu gehen und nach Antworten zu suchen. Schließlich gelangt er nach Indien, wo er zu sich selbst findet. Seine ehemalige Verlobte Isabel hat inzwischen einen anderen Mann geheiratet, liebt aber nach wie vor Larry. Als Larry nach seiner Rückkehr eine Beziehung zu einer gemeinsamen Freundin aus Kindertagen beginnt und sie heiraten will, vereitelt Isabel dies. Die Figur des Schriftstellers W. Somerset Maugham berichtet als Beobachter von diesen Beziehungswirren.

## Kritiken
„Eine bemühte, aber etwas schwerfällige Verfilmung des ironisch philosophierenden Erziehungsromans von W.S. Maugham.“

## Auszeichnungen
Für ihre Rolle als Larrys neue Liebe erhielt Anne Baxter den Oscar in der Kategorie Beste Nebendarstellerin. Clifton Webb war für seine Rolle des weltmännischen Onkel Elliott als Bester Nebendarsteller nominiert. Außerdem waren der Film als bester Film und die Szenenbildner und Dekorateure Nathan Juran, Richard Day, Thomas Little und Paul S. Fox für das Beste Szenenbild nominiert.

## DVD-Veröffentlichung
- Auf Messers Schneide. Twentieth Century Fox Home Entertainment 2005.